# Indolpium afghanicum
Indolpium afghanicum är en spindeldjursart som beskrevs av Beier 1961. Indolpium afghanicum ingår i släktet Indolpium och familjen Olpiidae. Inga underarter finns listade i Catalogue of Life.